# Vincenc Maria Strambi
Svatý Vincenc (Vincentius) Maria Strambi (narozen jako Vincent Dominic Salvatoro Strambi 1. ledna 1745, Civitavecchia, Itálie – 1. ledna 1824, Řím) je katolický světec, člen kongregace passionistů a biskup.

## Život

### Mládí a kněžské působení
Narodil se v Cittavecchia u Říma v roce 1745. V roce 1758 jej sv. Pavel od Kříže přijal do kongregace passionistů. Působil v Umbrii a v okolí Neapole. Mnoho mladých mužů dovedl ke kněžství.

### Biskupem a ve vyhnanství
Roku 1801 byl jmenován biskupem Maceratsko-Tolentinským. Vynikal láskou k chudým a všemožně (i na vlastní úkor) je podporoval. Mezi lety 1804–1814 byl kvůli věrnosti papeži vypovězen do Novary, protože odmítl složit přísahu věrnosti, kterou proti papeži nařídil Napoleon I.

### Závěr života
V roce 1823 se zřekl biskupského úřadu a z vůle papeže byl povolán jako papežský rádce do Říma. Ubytovali jej na Kvirinálu. Zde po pouhých čtyřiceti dnech, v den svých 79. narozenin dne 1. ledna 1824 zemřel.
Beatifikován byl roku 1925 a v roce 1950 pak kanonizován.